# 児童文化
児童文化（じどうぶんか）は、広義には児童生活におよぼす文化的影響の総和、狭義には児童文化財の内容や子ども自身の文化的活動を表すもので、日本独自の概念である。1930年代に心理学者の波多野完治によって作られた概念とも、あるいは既に1922年に峰地光重の『文化中心綴方新教授法』の中で既に使われ、1920年代を通して綴り方教育運動の中で使用されているともいうが、いずれにせよ本格的に使われ始めたのは、1920年代後半から1930年代にかけてである。これには明治から大正時代にかけて巖谷小波や鈴木三重吉らによって子どものために興された童心芸術運動が背景にあるとされる。具体的は絵本、児童文学、唱歌、詩歌、紙芝居、児童演劇などといったもので、それらは児童文化財とも呼ばれた。

## その後の変化
民間で繰り広げられていた児童文化運動に転機が訪れるのは、1938年（昭和14年）に内務省刑保局図書課による「児童読物改善に関する内務省指示要綱」の発令であった。昭和初期から目立ち始めていた扇情的、興味本位中心の児童向け雑誌や赤本漫画に危惧を抱いていた波多野完治ら児童文化運動を繰り広げていたメンバーは相談を受け、協力するが、やがて国家統制的な小国民文化に強制的に移行され、児童文化という言葉も消されてしまうのだった。戦後になって再び児童文化という言葉は復権するが、1960年代になり、大人が子どものためにだけでなく、子どもたち自身が子どものために創作したものも加えるべきとの議論も行われるようになり、滑川道夫その他の研究者がさまざまな概念定義を対案として提出した。さらに、1980年頃から児童文化に対抗して、子どもを取り巻く一切の文化、児童文学、唱歌などの芸術的な創作だけでなく、遊びや歌、言葉、また商品的にマーケットとして提供されるようなものまで含めて子どもの文化、子ども文化といった概念も登場し、児童文化は、大人によって子どものために創作、提供された文化を指して言う狭義の意味のとして使われる傾向が強くなってきた。

## 研究と教育
児童文化が、そういう歴史的な経緯もあり、ひとつの研究分野かどうかについてはかなり異論もある。日本で初めて児童文化を専攻分野とする大学のコースは、白百合女子大学文学部に児童文化学科として1985年に誕生している。心理学者の東洋の奔走により誕生したものだが、学科には、児童文学・文化専攻と児童心理学専攻の二つのコースがある。同大学には、児童文化研究センターもある。また、短期大学で、専攻分野として児童文化専攻、もしくはコースを設置しているものも多数ある。
幼児教育の幼稚園教諭、保育士の養成教育のなかで、児童文化という場合には、幼児教育で用いられる絵本、紙芝居、遊び、絵描き歌など、大人の側から用意し、提供して子どもたちの情緒、感性、生活スキルの向上に働きかける教材の一切をこのような呼び方で総称することが常である。
市町村などの自治体が、子ども関連の施設として児童文化センターを設けていることが多い。そこでは、児童劇、児童絵画展、科学展、天文教室など多彩な催しが開かれるが、これらは言葉のもともとの意味合いでの「児童文化」ではなく、広義の「子どもの文化」にかかわるものと考えるべきであろう。

## 備考
1. ↑  『教育社会学辞典』日本社会学会編、東洋館出版社）
2. ↑  藤本浩之輔らによる 須賀由紀子「「子ども文化」の再生と生活文化 : 体育科教育を切り口として」『実践女子大学生活科学部紀要』第50号、実践女子大学、2013年3月、77-89頁、ISSN 1341-3244、NAID 110009587663。
3. ↑  大学の沿革 | 白百合女子大学（2020年9月21日閲覧）